# ناحیه لوماکس، شهرستان هندرسون، ایلینوی
ناحیه لوماکس (به انگلیسی: Lomax Township) یک منطقهٔ مسکونی در ایالات متحده آمریکا است که در شهرستان هندرسون، ایلینوی واقع شده‌است. ناحیه لوماکس ۱۶۹ متر بالاتر از سطح دریا واقع شده‌است.